# Villa Massimo Colonna
La Villa Massimo Colonna sorgeva a Roma, nel rione Ludovisi, in posizione elevata e circondata da alberi ad alto fusto, tra cui ciuffi di palme e viali di cipressi e da prati digradanti verso l'agglomerato cittadino. Fu demolita negli anni venti del Novecento e al suo posto fu costruito il palazzo dell'INA, su progetto dell'architetto Ugo Giovannozzi.

Roma, rione XVI Ludovisi (logo)

## Storia
Meno nota e meno ricca della contigua e imponente Villa Ludovisi, da cui era separata dal vicolo di San Basilio, la villa Massimo Colonna sorgeva alle spalle di palazzo Margherita. È visibile in alcune piante di Roma prospettiche del Seicento - quella di Goffredo van Schayck (1630), quella dei Antonio Tempesta (1593) e di Giovanni Giacomo de Derossi (1661-62) e quella di Giovanni Bleau (1663) - e nelle piante di Roma settecentesche, incise da Giovanni Battista Falda (1756) e da Giovanni Battista Nolli (1748).
Il cancello della villa, che si apriva in fondo allo stretto vicolo in salita di San Basilio, era visibile da piazza Barberini. Dal tridente di vie che si dipartono da piazza Barberini si accedeva una volta ad un ambiente collinare e campestre, ricco di ville suburbane appartenenti a casate illustri: Borghese, Ludovisi, Bonaparte, Massimo.
La villa era appartenuta a Maria Boncompagni Ludovisi in Massimo che l'aveva lasciata in eredità a suo figlio Emilio Massimo, il quale (non avendo figli maschi) a sua volta la destinò a sua figlia Maria, consorte del principe Prospero Colonna. Morta Maria, la villa divenne proprietà di Prospero Colonna che la cedette all'INA. Il contratto fu stipulato dal notaio Girolamo Buttaoni e l'INA prese possesso del bene il 1º febbraio 1923. Il prezzo pattuito era di 7.650.000 lire.

## Descrizione
Il prospetto della villa, che apparteneva ai Massimo di Rignano, era orientato a Mezzogiorno. L'edificio aveva un primo piano nobile e un secondo piano sottotetto. Verso Est si alzava un corpo di fabbrica sporgente, a forma di torretta, dietro il quale si apriva un piccolo e ameno giardino ombreggiato da palme. La villa è rappresentata in un dipinto anonimo ottocentesco, conservato al Museo di Roma a palazzo Braschi. Fu ampliata con l'aggiunta di un braccio ad Ovest e di una seconda torretta sopra il corpo centrale. Alcune finestre del secondo piano furono allargate. Fu creato un piccolo corpo di fabbrica accanto al cancello d'ingresso. Nell'Ottocento fu aggiunto un porticato, coperto da architravi, che fungeva da balaustra verso il parco e d'affaccio sulla città. La villa era abitata dai proprietari soprattutto nei mesi estivi, quando si poteva godere della sua posizione elevata, isolata, ombreggiata e ventilata.
Nella demolizione, mancò ogni tutela da parte delle autorità competenti (non esisteva un vincolo monumentale) e non si levò la voce autorevole di d'Annunzio, che aveva deplorato l'abbattimento dei viali alberati della vicina Villa Ludovisi. L'area su cui sorgeva la villa era rimasta l'unica ancora disponibile in quella zona e fu messa a disposizione per una rinnovata urbanizzazione della Capitale. Furono conservati due dei tre cedri secolari, la cui protezione fu richiesta da una nota, inviata dal Ministero della Pubblica Istruzione all'INA, il 25 ottobre 1922.